# Giovanni Angelo Becciu
Giovanni Angelo Becciu est un cardinal italien né le 2 juin 1948 à Pattada en Italie. Il est substitut pour les Affaires générales de la secrétairerie d’État du Saint-Siège, du 10 mai 2011 au 29 juin 2018, et ainsi le « numéro deux » du premier et plus important dicastère de la Curie romaine.
Préfet de la Congrégation pour la Cause des Saints depuis le 31 août 2018, il démissionne de sa fonction et de « tous les droits liés au cardinalat » le 24 septembre 2020 et se voit retirer son droit de vote au conclave.
En juillet 2021, il est renvoyé devant un tribunal pénal pour détournement et mauvaise gestion des fonds du Vatican, notamment liés à l’achat d’un immeuble luxueux à Londres. En décembre 2023, il est condamné à 5 ans et demi de prison par le tribunal de l'État de la Cité du Vatican.

## Biographie

### Formation
Originaire de Sardaigne et ordonné prêtre pour le diocèse d'Ozieri le 27 août 1972, Angelo Becciu a poursuivi sa formation à l'Académie pontificale ecclésiastique. Il fait son entrée au service diplomatique du Saint-Siège le 1er mai 1984. Il est membre du mouvement des Focolari dans la branche des évêques amis du mouvement. Outre l’italien, il parle français, anglais, espagnol et portugais.

### Diplomate
Il a été au service des nonciatures apostoliques en République centrafricaine, Soudan (en), Nouvelle-Zélande (en), Liberia (en), Royaume-Uni, France, États-Unis.
Le 15 octobre 2001, le pape Jean-Paul II le nomme nonce apostolique en Angola (en). Le 1er décembre 2001, il est consacré évêque par le cardinal Angelo Sodano, qui est alors secrétaire d'État. Le 23 juillet 2009, le pape Benoît XVI le nomme nonce apostolique à Cuba (en).

### Substitut pour les Affaires générales
Le 10 mai 2011, le pape Benoît XVI le nomme substitut pour les Affaires générales de la secrétairerie d’État. Il remplace à ce poste Fernando Filoni, nommé le même jour préfet de la Congrégation pour l'évangélisation des peuples.
Comme substitut pour les Affaires générales, il est l’un des plus proches collaborateurs du pape et un personnage central de la Curie romaine : « Avec le préfet de la Maison pontificale, il est l'intermédiaire habituel entre le Saint-Père et ceux qui désirent s'adresser à lui. […] Responsable du chiffre et des passeports […] Les distinctions honorifiques sont aussi de son ressort. […] En cas de vacance du siège apostolique, il dirige la secrétairerie d’État et doit en répondre devant le Sacré Collège des cardinaux. »
Le 31 août 2013, il est confirmé en même temps que les autres supérieurs de la Secrétairerie d'État dans ses fonctions de substitut pour les affaires générales par le pape François, le secrétaire d'État étant remplacé par Pietro Parolin.
Le 29 avril 2017 le pape François le nomme son « délégué personnel » chargé du « renouveau spirituel et moral de l'Ordre [souverain de Malte] et, en particulier, de ses membres qui ont professé le vœu d'obéissance, chasteté et pauvreté » et qu'il charge du statut des « membres profès, afin qu'il réalise pleinement le but « de promouvoir la gloire de Dieu par la sanctification des membres, le service à la foi et du Saint Père et l'aide du prochain » » envisageant ainsi une révision de la constitution de L'Ordre.

### Cardinal
Le 20 mai 2018, le pape François annonce au cours de l'Angélus qu'Angelo Becciu sera créé cardinal avec treize autres prélats lors d'un consistoire qui se tiendra le 28 juin 2018. Il prendra les fonctions de préfet de la Congrégation pour la Cause des Saints en août 2018, annonce le Saint-Siège le 26 mai 2018, et quitte son poste de substitut de la secrétairerie d’État. Il préside la cérémonie de béatification des dix-neuf martyrs d'Algérie à Oran, le 8 décembre 2018.

### Scandale financier
En octobre 2019, la justice du Vatican enquête sur une transaction jugée suspecte : l’investissement de 150 millions à 200 millions d'euros par la secrétairerie d’État en 2012 dans un luxueux immeuble londonien. Le Vatican a finalement revendu l'immeuble de 17 000 m² situé dans le quartier huppé de Chelsea, dont l'acquisition à un prix surévalué et grevé d'une hypothèque cachée aurait lourdement entaché sa réputation. L'affaire a notamment mis en évidence l'utilisation imprudente du Denier de Saint-Pierre, la grande collecte annuelle de dons dédiés aux actions caritatives du pape. Selon le procureur du Vatican, Angelo Becciu aurait fait perdre entre 130 et 180 millions d'euros à l'administration centrale du Saint-Siège.
En octobre 2019, une enquête est diligentée par l’Autorité d'information financière (AIF). Un mois plus tard, le pape François évoque « des problèmes de corruption » avec cette transaction. Les médias italiens L'Espresso et La Repubblica, évoquent un enrichissement familial bénéficiant à l'entourage du cardinal.
Le 24 septembre 2020, le pape François accepte la démission d'Angelo Becciu de sa fonction de préfet de la Congrégation pour les causes des saints, ainsi que sa renonciation à « tous les droits liés au cardinalat »,, en particulier celui de voter au conclave qui élira le prochain pape sans que le Vatican ne donne officiellement de raison à cette démission. À la date de celle-ci, Angelo Becciu n'a que 72 ans, à trois ans encore de l'âge de la retraite canonique, fixé à 75 ans. La presse interprète cette démission comme une sanction et fait le lien avec le soupçon de corruption,,,. Il est le deuxième cardinal à renoncer à ses droits et prérogatives cardinalices pendant le pontificat du pape François, après le cardinal Keith O'Brien le 20 mars 2015.
Le 18 novembre 2020, Angelo Becciu attaque en diffamation le magazine L'Espresso, devant le tribunal civil de Sassari, demandant dix millions d'euros d'indemnisation. Débouté de sa plainte, il est condamné à s'acquitter des frais de procédure chiffrés à quarante mille euros.

### «Procès de Londres»
Le 3 juillet 2021, il fait partie des dix personnes dont le Saint-Siège annonce le renvoi devant son tribunal pénal, pour détournement de fonds, abus de pouvoir et subornation de témoin. Le cardinal se dit « victime d’un complot »,. Le procès, dit « procès de Londres », s'ouvre le 27 juillet.
En mars 2022, au cours de la dixième audience, le prélat clame son innocence et dénonce le « massacre médiatique » dont il est victime. En août 2022, Becciu affirme que le pape François l'a réintégré dans ses fonctions de cardinal, ce à quoi le Vatican rétorque que le cardinal est simplement invité au consistoire mais sans que lui soit restitué son droit de vote au conclave, précisant que « dans toutes les statistiques, le cardinal Giovanni Angelo Becciu est compté parmi les non-électeurs (alors qu’il aura 80 ans le 2 juin 2028) ».
En novembre 2022, la presse italienne révèle que trois jours avant l'ouverture du « procès de Londres », avec l’une de ses proches, le cardinal a, dans une tentative de se couvrir, enregistré à son insu le pape au cours d'une conversation téléphonique passée peu après la lourde opération chirurgicale du souverain pontife et portant sur le déblocage de fonds liés à une rançon.
En mars 2023, lors d'une audience du procès, il apparaît que le cardinal Becciu a tenté, dès juillet 2021, de contraindre le pape de l’innocenter, ce à quoi ce dernier oppose alors une sèche fin de non recevoir, arguant dans un courrier rendu public que l'opacité d'une « attribution spontanée et imprudente de ressources financières détournées de leurs objectifs typiques » menée par Becciu « ne peut être couvert par le secret d’État pour des raisons de sécurité, ni ne peut être soumis au secret pontifical », refusant ainsi de le blanchir et recommandant de « laisser la justice vaticane faire son travail ».
Le 26 juillet 2023, le procureur du tribunal de l'État de la Cité du Vatican requiert une peine de sept ans et trois mois de prison à son encontre.
Le 16 décembre 2023, il est condamné en première instance pour fraude, à 5 ans et demi de prison et à une amende de 8 000 euros par le tribunal de l'État de la Cité du Vatican,.

### Conclave de 2025
Lors du conclave prévu pour élire le successeur du pape François, le cardinal Giovanni Angelo Becciu estime pouvoir participer aux votes, en indiquant qu'« il n'y a pas eu de volonté explicite de m'exclure du conclave ni de demande de renonciation explicite par écrit de ma part ». En préparation du conclave, le Bureau de presse du Saint-Siège a publié une liste des cardinaux électeurs, en y indiquant que le cardinal Becciu n'en faisait pas partie. Dans une déclaration au journal L'Unione Sarda, le cardinal Becciu estime que cette liste n'a « pas de valeur juridique »,. Le 28 avril, il renonce à participer au conclave, à la suite de la publication de deux courriers signés par le pape François,, ce dont le collège des cardinaux prend acte le 30 avril.

## Distinctions
- Chevalier grand-croix de l'ordre du Mérite de la République italienne‎ (18 avril 2015 sur proposition du conseil des ministres[35])
- Grand officier de l'ordre de l'Étoile de Roumanie (Décret du 30 avril 2015 du président Klaus Iohannis[36])
- Commandeur de la Légion d'honneur (par l'ambassadeur Philippe Zeller le 1er décembre 2016[37])
- Chapelain conventuel grand croix ad honorem de l'ordre souverain de Malte (22 juin 2017 par le lieutenant de grand maître Giacomo Dalla Torre del Tempio di Sanguinetto[38])

## Succession apostolique
Giovanni Angelo Becciu a ordonné les évêques suivants :
- Évêque Almeida Kanda (pt) (2005)
- Évêque Mateus Tomás (pt) (2009)
- Évêque Antonio Mura (it) (2014)
- Évêque Corrado Melis (it) (2015)